# Сенік Дмитро Юрійович
Дмитро Юрійович Сенік (нар. 18 серпня 1981, Київ) — український дипломат. Надзвичайний і Повноважний Посол України в Сінгапурі (2015—2020). Заступник Міністра закордонних справ України з питань цифрового розвитку, цифрових трансформацій та цифровізації (2020—2022). Надзвичайний і Повноважний Посол України в Об'єднаних Арабських Еміратах (2022—2025) та в Королівстві Бахрейн за сумісництвом. Постійний представник України при Міжнародному агентстві з відновлюваних джерел енергії (IRENA) (2022—2025).

## Біографія
Народився 18 серпня 1981 року в Києві. Закінчив Київський економічний інститут менеджменту та Середземноморську академію дипломатичних наук Мальтійського університету. Вільно володіє англійською мовою.
На дипломатичній службі з 2003 року, за кордоном працював у політичному відділі Посольства України в США.
Директор Департаменту секретаріату Міністра закордонних справ України.
Член делегації України на Конференції 2015 року з розгляду дії Договору про нерозповсюдження ядерної зброї.
З 28 листопада 2015 по 22 червня 2020 року — Надзвичайний і Повноважний Посол України в Сінгапурі.
З 18 червня 2016 по 22 червня 2020 року — Надзвичайний і Повноважний Посол України в Брунеї Даруссаламі за сумісництвом.
З 1 листопада 2018 по 22 червня 2020 року — Надзвичайний і Повноважний Посол України в Новій Зеландії за сумісництвом.
З 22 липня 2020 по 5 липня 2022 року — заступник Міністра закордонних справ України з питань цифрового розвитку, цифрових трансформацій і цифровізації (CDTO).
З 4 травня 2022 по 21 липня 2025 року — Надзвичайний і Повноважний Посол України в Об'єднаних Арабських Еміратах.
З 23 грудня 2022 по 21 липня 2025 року — Надзвичайний і Повноважний Посол України в Королівстві Бахрейн за сумісництвом.

## Дипломатичний ранг
- Надзвичайний і Повноважний Посланник 2-го класу (22 грудня 2014)[14].